# Jeff Klaiber
Jeffrey Ross „Jeff“ Klaiber (* 15. Februar 1962 in Glen Cove, New York) ist ein ehemaliger US-amerikanischer Eisschnellläufer.
Klaiber wurde im Jahr 1982 US-amerikanischer Meister im Großen Vierkampf und startete international erstmals in der Saison 1978/79. In den folgenden Jahren kam er bei der Mehrkampfweltmeisterschaft 1985 in Hamar auf den 30. Platz und bei der Mehrkampfweltmeisterschaft 1989 in Oslo auf den 27. Rang im Großen Vierkampf. Zudem nahm er von 1986 bis 1989 an 20 Läufen im Eisschnelllauf-Weltcup teil und erreichte im Januar 1988 in Innsbruck mit dem zehnten Platz über 5000 m seine beste Platzierung in dieser Rennserie. Bei den Olympischen Winterspielen 1988 in Calgary belegte er den 25. Platz über 10.000 m und bei den Olympischen Winterspielen 1992 in Albertville den 27. Rang über 10.000 m. Neben dem Sport studierte er an der Marquette University und erwarb später einen Master in klinischer Psychologie an der University of Calgary. Von 1994 bis 2005 arbeitete er als klinischer Psychologe für das Milwaukee Public School System. Später war er als Marktanalyst für verschiedene Marken tätig.

## Persönliche Bestleistungen
| Disziplin | Zeit         | Datum             | Ort     |
| --------- | ------------ | ----------------- | ------- |
| 500 m     | 38,78 s      | 28. Januar 1989   | Calgary |
| 1000 m    | 1:17,92 min  | 19. November 1988 | Calgary |
| 1500 m    | 1:56,30 min  | 29. Januar 1989   | Calgary |
| 3000 m    | 4:07,37 min  | 30. Januar 1988   | Calgary |
| 5000 m    | 6:58,06 min  | 12. November 1988 | Calgary |
| 10.000 m  | 14:38,60 min | 13. Februar 1988  | Calgary |